# Cylindroleberis mariae
Cylindroleberis mariae is een mosselkreeftjessoort uit de familie van de Cylindroleberididae. De wetenschappelijke naam van de soort is voor het eerst geldig gepubliceerd in 1850 door Baird.